# Stanitsa Luganska
Stanitsa Luganska (en ucraniano: Станиця Луганська, romanizado: Stanytsia Luhanska, lit. 'el pueblo de Lugansk', en ruso: Станица Луганская, romanizado: Stanitsa Lugánskaya) es un asentamiento urbano ucraniano perteneciente al óblast de Lugansk. Situado en el este del país, forma parte del raión de Shchastia y centro del municipio (hromada) homónimo.
Stanitsia Luganska es una de las dos fundaciones de localidades por cosacos del Don en la Ucrania contemporánea. La ciudad se encuentra ocupada por Rusia desde febrero de 2022, siendo administrada como parte de la de facto República Popular de Lugansk.

## Geografía
Stanitsia Luganska se encuentra en el margen izquierda del río Donets, a 17 km al noreste de Lugansk.

## Historia
Una aldea fue establecida en el lugar por cosacos a mediados del siglo XVII, la cual fue quemada por los tártaros en 1684 y refundada en 1688. El gobierno apoyó la colonización de territorios adyacentes a Ucrania Libre por regimientos de Sloboda pero, después de la represión por la rebelión de Bulavin, se confiscaron tierras importantes del ejército del Don ya que Stanitsia Luganska no apoyó a Bulavin pero se rindió a él. Muchos cosacos se mudaron aquí desde los territorios rebeldes gracias a lo cual la ciudad, en 1718, se convirtió en la más grande del Don.
Durante el dominio del Imperio ruso la aldea formaba parte del óblast del Voisko del Don, en la región de Donetsk. 
En 1920, el Ejército Rojo tomó la aldea que hasta entonces había sido controlada por la efímera República del Don o Gran Ejército del Don. En 1923, se convirtió en el centro administrativo del raión de su nombre.
Durante el Holodomor (1932-1933), al menos 101 personas fallecieron en la localidad. En 1935, por decreto de la RSS de Ucrania, el pueblo de Stanitsa Luganska pasó a llamarse Kosiorovo (en ruso: Косиорово, romanizado: Kosirovo) y en 1938 recibió el estatus de asentamiento de tipo urbano.
Después de la disolución de la Unión Soviética pasó a formar parte de Ucrania. Según decreto número 1155-V del 7 de junio de 2007, Stanitsa Luganska se considera como pueblo cosaco y perdió su nombre soviético de Kosirovo.
A partir de mediados de abril de 2014, los separatistas de la autoproclamada República Popular de Lugansk capturaron varias ciudades en la región del Dombás, incluida Stanitsa Luganska, durante la guerra del Dombás. El 2 de julio de 2014, aviones bombardearon esta ciudad y el pueblo de Kondrashovka. El 21 de agosto de 2014, las fuerzas ucranianas se hicieron con el control de Stanitsa Luganska, y el asentamiento permaneció bajo el control de las autoridades ucranianas. Aquí se ubicó la línea del frente con las fuerzas que representaban a los separatistas.  
Durante la guerra del Dombás, Stanitsia Luganska fue abandonada por la mayoría de su población debido a su proximidad a la línea del frente (el 30 de agosto de 2015 solo quedaban 600 habitantes de los 14.000 que tenía la ciudad antes del conflicto) pero a partir de 2016, una relativa calma permite que la ciudad se repueble hasta el punto de tener 13.089 habitantes en enero de 2018. A fines de junio de 2019, el ejército ucraniano y la milicia popular de la República Popular de Lugansk se retiraron del área alrededor de Stanitsia Luganska, verificada a principios de julio de 2019 por la misión especial de observación de la OSCE. 
El 26 de febrero de 2022, la ciudad fue ocupada por las fuerzas de la República Popular de Lugansk y tropas terrestres rusas como parte de la invasión rusa de Ucrania de 2022. El 2 de marzo de 2022, la Fiscalía General de Ucrania presentó una denuncia por traición contra el alcalde Albert Zinchenko y sus dos adjuntos, acusándolos de haber entregado voluntariamente a Stanitsia Luganska al enemigo.

## Demografía
La evolución de la población entre 1864 y 2021 fue la siguiente:
| 8903                                                          | 11 947 | 13 735 | 15 018 | 16 168 | 14 440 | 13 534 | 12 505 |
| (Fuente: Cities & Towns of Ukraine y UKRAINE: Größere Städte) |        |        |        |        |        |        |        |

Según el censo de 2001, la lengua materna de la mayoría de los habitantes, el 92,45%, es el ruso; del 6,2% es el ucraniano.

## Economía
Stanitsa Luganska es un nudo ferroviario importante. Además tiene empresas de mantenimiento de transporte ferroviario, plantas industriales y alimentarias y algunas canteras de arena. El asentamiento urbano es el centro de una gran región agrícola del óblast de Lugansk.

## Infraestructura

### Arquitectura, monumentos y lugares de interés
En el centro del pueblo hay un museo de tradiciones locales, donde se recopilan documentos, colecciones de artículos para el hogar y gloria militar de los cosacos del Don.

### Transporte
Stanitsa Luganska tiene dos estaciones de ferrocarril (Kondrashovskaya y Kondrashovskaya-Nova) y una carretera regional.

## Galería

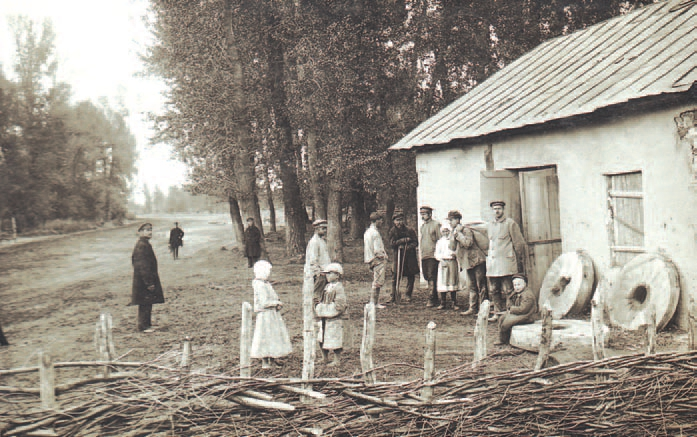
Molino cerca de Stanitsa Luganska a comienzos del siglo XX.
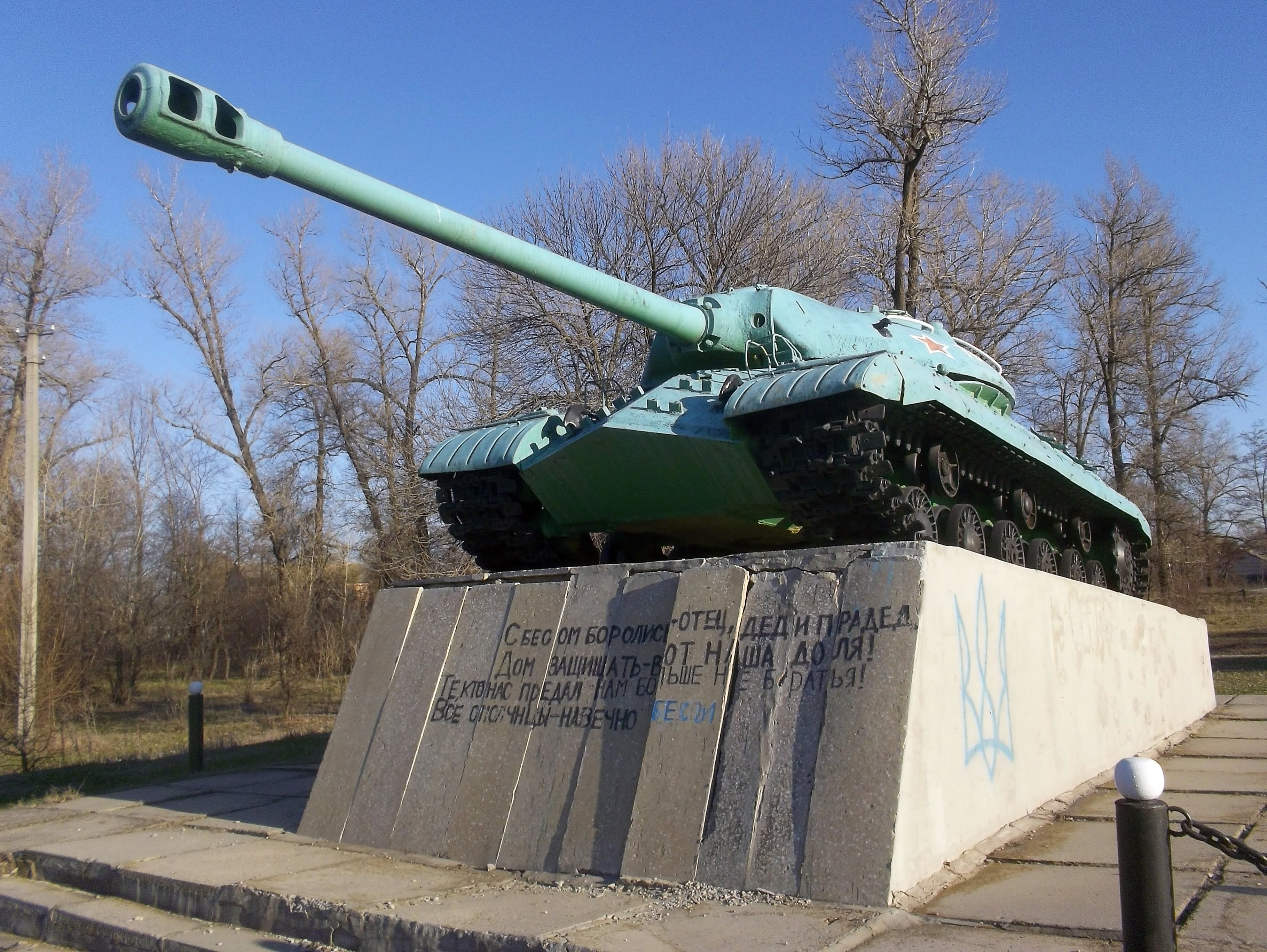
Monumento soviético local
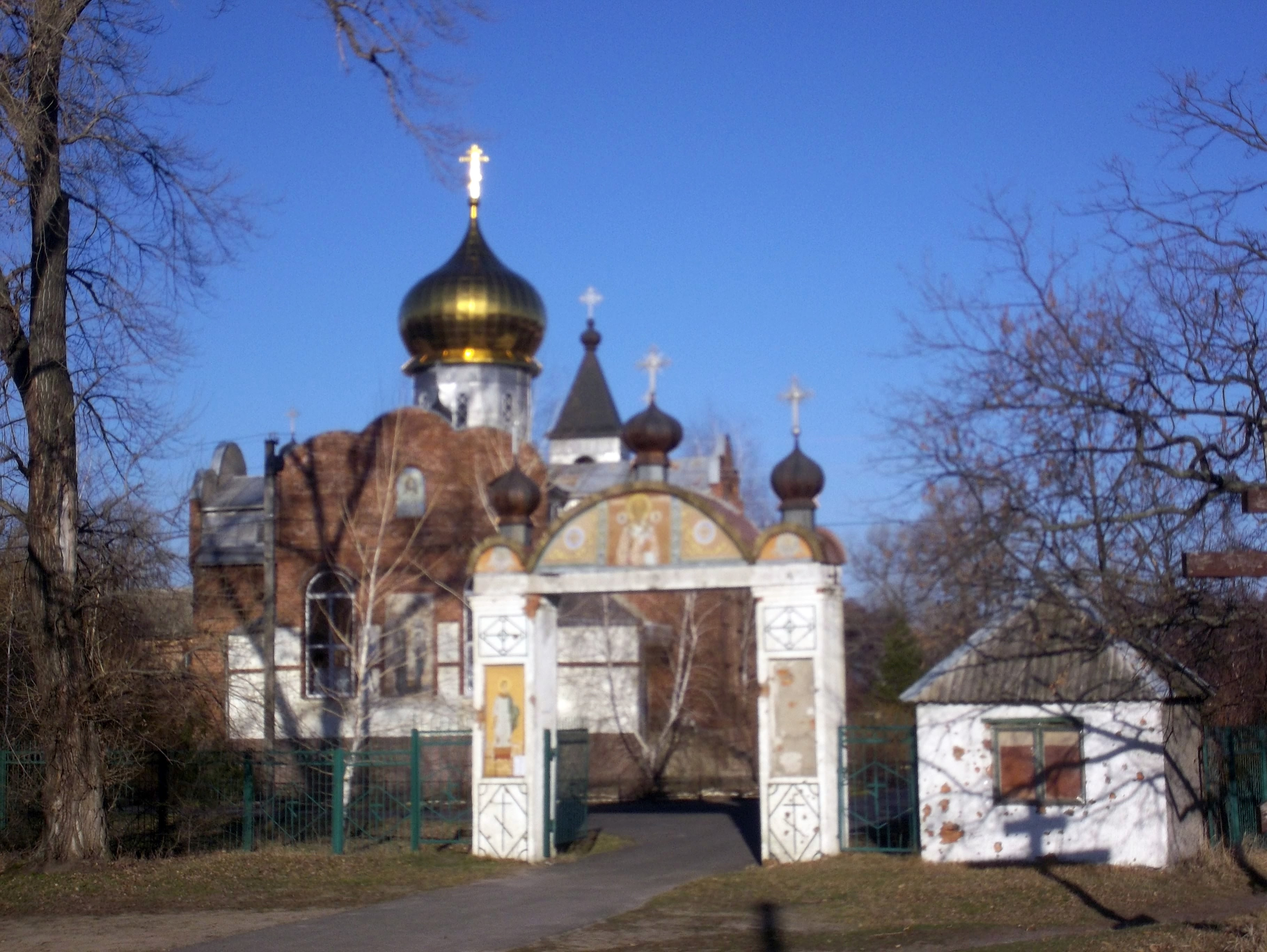
Iglesia ortodoxa en Stanitsa Luganska
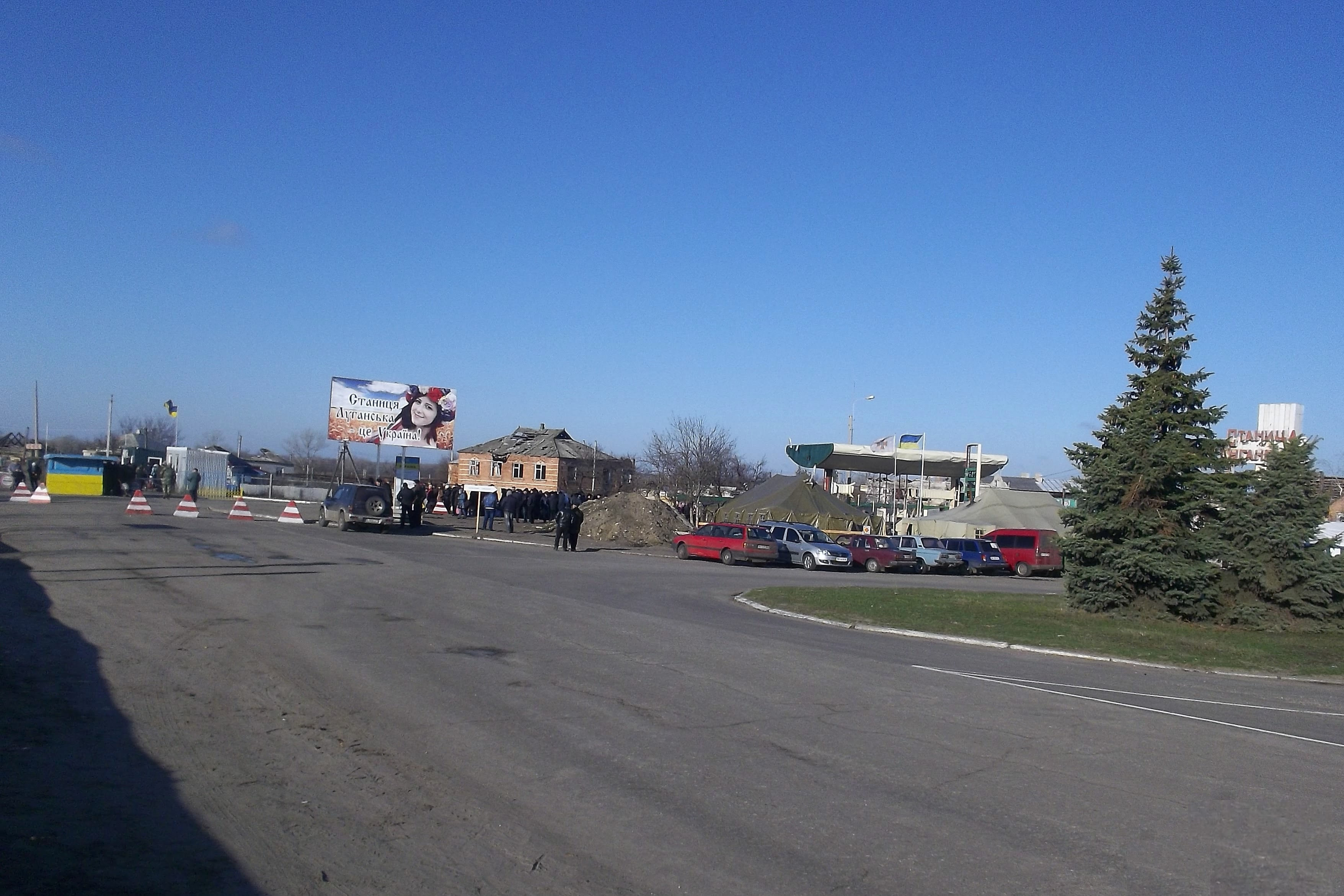
Carretera local